# 奉子成婚 (电视剧)
奉子成婚（英語：Parental Guidance）是一套英語喜劇，由新加坡新傳媒電視5頻道播出。這是香港藝人宣萱第一次出演英文戲劇，也是新加坡藝人彭耀順第一次在劇中飾演律師。在進入演藝界前，彭耀順曾經在英國攻讀法律。

## 角色
- James Seto（全名為James Seto Fat Wing，漢譯為「占姆斯．發榮．司徒」，彭耀順飾）：一名30多歲的律師，喜歡喝酒和女人。不喜歡工作和打掃。
- Ling Toh (漢譯為「卓鈴」，宣萱飾)：一名職業成功的女性，為人非常愛好清潔。
- Jocelyn Seto（漢譯為「喬茜鈴．司徒」）
- Jonathan Seto（漢譯為「喬納丹．司徒」）
- Jolene Seto（漢譯為「喬琳．司徒」）
- Patrick Seto （漢譯為「帕特力．司徒」，曾江飾）